# William Wernigk
William Wernigk (5. Februar 1894 in Chemnitz – 21. Januar 1973 in Wien) war ein österreichischer Opernsänger (Tenor) deutscher Abstammung, der 44 Jahre lang dem Ensemble der Wiener Staatsoper angehörte.

## Leben
In seiner Schulzeit wurde Wernigk um 1910 Mitglied der pennalen Burschenschaft Nibelungia Wien.
Wernigk wurde 1914 zum Kriegsdienst eingezogen und 1915 in Russland schwer verwundet.
Ab 1915 lebte er in Wien und bildete sich zum Opernsänger aus, überwiegend autodidaktisch. 1919 wurde er an die Wiener Staatsoper verpflichtet, deren Ensemble er bis zu seinem Abschied von der Bühne im Jahre 1963 durchgehend angehörte. Von 1927 bis 1949 war er regelmäßig Gast bei den Salzburger Festspielen und er war auf einer Reihe weiteren Opernbühnen Europas zu sehen und zu hören, so an der Semperoper in Dresden (1927), in Mailand, Paris und Brüssel sowie beim Maggio Musicale Fiorentino in Florenz (1935).
Wernigk war ein vielseitiger Spiel- und Charaktertenor, dessen schauspielerische Begabung allseits geschätzt wurde. Zu seinen Paraderollen zählten der Pedrillo und der Monostatos in den deutschsprachigen Mozart-Opern Entführung aus dem Serail und Zauberflöte, der Wenzel in Smetanas Verkaufter Braut sowie im italienischen Fach der Cassio in Verdis Otello, der Goro in Puccinis Madama Butterfly sowie Altoum und Pong in dessen Turandot. 85-mal verkörperte er an der Wiener Staatsoper den Dr. Falke in der Fledermaus von Johann Strauß.
Als Comprimario-Darsteller wurde er zu einer Stütze des Wiener Staatsopern-Ensembles. Er übernahm auch Miniaturrollen, wie Diener, Türsteher, Matrosen, Schneider, den Ersten Gefangenen im Fidelio und einen der Geharnischten in Zauberflöte, Boten, Henker, Scharfrichter, Hoteldirektoren und andere Dienstleister, aber auch musikalisch vertrackte Ensemblerollen wie den zweiten und dritten Juden in Salome. 21 Mal sang er mit komödiantischer Verve den Alcindoro in La Bohème, 70 Mal den Spoletta in Tosca. Im Rosenkavalier von Hofmannsthal und Strauss übernahm er an der Wiener Staatsoper in den Jahren 1920 bis 1956 vier verschiedene Rollen: 215 Mal den Haushofmeister bei Faninal, 176 Mal den Wirt, 8 Mal den Valzacchi und 4 Mal den Haushofmeister bei der Feldmarschallin, bisweilen auch zwei Rollen an einem Abend.
Von 1927 bis 1949 wirkte er regelmäßig bei den Salzburger Festspielen mit. Er sang dort Pedrillo, Monostatos und Don Basilio, den Ersten Gefangenen in Beethovens Fidelio, Heinrich der Schreiber in Wagners Tannhäuser und übernahm die Sprechrolle des Welko in Arabella von Hofmannsthal und Strauss. Den Haushofmeister bei Faninal im Rosenkavalier sang er bei den Salzburger Festspielen während aller Systemwechsel – von Erster Republik über Ständestaat und Hitler-Regime bis zur Zweiten Republik – durchgehend.
Wernigk war auch ein beliebter Konzertsänger. Beispielsweise sang er bei den Salzburger Festspielen des Jahres 1933 das Tenorsolo in Bruckners Messe Nr. 3 und im Jahr 1936 in Mozarts C-Dur-Messe, KV 337.
1959 wurde er zum künstlerischen Betriebsrat der Wiener Staatsoper gewählt, 1963 verabschiedete er sich von der Bühne.

## Rollen (Auswahl)

### Uraufführungen
- 1935: Die Dame im Traum von Franz Salmhofer, Wiener Staatsoper (26. Dezember) – Hoteldirektor
- 1947: Dantons Tod von Gottfried von Einem, Salzburger Festspiele (8. August) – Erster Henker

### Repertoire
| Beethoven: - Erster Gefangener im Fidelio Berg: - Narr in Wozzeck Bizet: - Dancairo und Remendado in Carmen Giordano: - Abbé und Incroyable in Andrea Chénier Engelbert Humperdinck: - Knusperhexe in Hänsel und Gretel Korngold: - Victorin und Graf Albert in Die tote Stadt Lehár: - Pierrino und Straßensänger in Giuditta Lortzing: - Georg in Der Waffenschmied - Pankratius in Der Wildschütz - Offizier in Zar und Zimmermann Meyerbeer: - Cossé und Tavannes in Die Hugenotten - Türsteher in Die Afrikanerin Mozart: - Pedrillo, Klaas und Anführer der Wachen in Die Entführung aus dem Serail - Don Curzio und Don Basilio in Le nozze di Figaro - Monostatos, 1. Priester und 1. Geharnischter in Die Zauberflöte Nicolai: - Junker Spärlich und Kellner in Die lustigen Weiber von Windsor Offenbach: - Andrès/Cochenille/Frantz/Pitichinaccio in Les Contes d'Hoffmann Pfitzner: - Bischof von Budoja, Meister der Tonkunst und Kapellsänger von St. Maria in Palestrina | Puccini: - Alcindoro in La Bohème - Spoletta in Tosca - Goro und Sharpless in Madama Butterfly - Harry und Joe in La fanciulla del West - Gherardo in Gianni Schicchi - Altoum, Pong und Pang in Turandot Johann Strauß: - Dr. Falke, Alfred, Gefängnisdirektor Frank und Murray in Die Fledermaus Richard Strauss: - Narraboth, Zweiter Nazarener, Zweiter und Dritter Jude in Salome - Ein junger Diener in Elektra - Haushofmeister bei Faninal, Haushofmeister bei der Feldmarschallin, Valzacchi und Wirt in Der Rosenkavalier - Brighella, Scaramuccio, Perückenmacher und Offizier in Ariadne auf Naxos - Graf Elemér in Arabella - Diener in Capriccio Verdi: - Hauptmann in Simon Boccanegra - Borsa in Rigoletto - Richter in Ein Maskenball - Tebaldo in Don Carlos - Bote in Aida - Cassio in Otello Wagner: - Steuermann in Der fliegende Holländer - Brabantischer Edler in Lohengrin - David, Augustin Moser und Balthasar Zorn in Die Meistersinger von Nürnberg - Mime in Das Rheingold - Mime in Siegfried Weinberger: - Scharfrichter und Des Teufels Famulus in Schwanda, der Dudelsackpfeifer Wolf-Ferrari: - Filipeto in Die vier Grobiane |

## Tondokumente
Gesamtaufnahmen
- Mozart: Die Hochzeit des Figaro, Dirigent: Bruno Walter (1937) – als Don Basilio
- Mozart: Die Zauberflöte, Dirigent: Arturo Toscanini (1937) – als Monostatos
- Richard Strauss: Der Rosenkavalier
- Wagner: Die Meistersinger von Nürnberg

Einzelne Szenen aus Archivaufnahmen der Wiener Staatsoper
- David in Wagners Die Meistersinger von Nürnberg
- Mime in Wagners Der Ring des Nibelungen (1948)